# Вільгельм Рьопке
Вільгельм Рьопке (нім. Wilhelm Röpke) (10 жовтня 1899 р — 12 лютого 1966) — німецький економіст і соціальний критик, найбільш відомий як один із духовних батьків соціально-орієнтованої ринкової економіки. Професор економіки, спочатку в Єні, потім у Граці, Марбурзі, Стамбулі та, нарешті, в Женеві, Швейцарія, Рьопке створив теорію та співпрацював з організацією економічного відновлення після Другої світової війни зруйнованої німецької економіки, розгорнувши програму, яку іноді називають соціологічним неолібералізмом (порівняно з ордолібералізмом, більш соціологічно налаштованим варіантом німецького лібералізму ). 
Разом з Альфредом Мюллером-Армаком і Александром Рюстовим (соціологічний неолібералізм) і Вальтером Ойкеном і Францем Бьомом (ордолібералізм) він роз’яснив ідеї, які потім були офіційно представлені міністром економіки Німеччини після Другої світової війни Людвігом Ерхардом, який працював у канцлерстві Конрада Аденауера.  Таким чином, економічний вплив Рьопке та його колег вважається головною причиною «німецього економічного дива» після Другої світової війни. Рьопке також був істориком й був номінований на Нобелівську премію з літератури в 1965 році  .

## Життя
Рьопке народився в сім'ї сільського лікаря. З 1917 року вивчав право та економіку в університетах Геттінгена, Тюбінгена та Марбурга. У 1921 році він захистив докторську дисертацію, а в 1922 році успішно завершив процедуру абілітації на здобуття докторського ступеня в Марбурзькому університеті. У 1922 році він отримав посаду професора Єнського університету, ставши наймолодшим професором Німеччини. Після цього послідувало перебування в США в якості запрошеного професора Фонду Рокфеллера, у 1928 році призначення в Університет Граца, а в 1929 році призначення в Університет Філіпса в Марбурзі, де він працював до 1933 року професором політичної економії.
Опозиція Рьопке німецькому націонал-соціалістичному режиму змусила його (з родиною) у 1933 році емігрувати до Стамбула, Туреччина, де він викладав до 1937 року, перш ніж прийняти посаду в Вищому інституті міжнародних досліджень та розвитку в Женеві, де він жив до своєї смерті в 1966 р.

## Діяльність
У молодості Рьопке спочатку був натхненний соціалізмом, а потім ідеями економіста Австрійської школи Людвіга фон Мізеса.  Незважаючи на це, економічне визволення після Другої світової війни, яке дозволило Німеччині знову очолити Європу, інтелектуальними м’язами якого були Рьопке та його союзники (Вальтер Ойкен, Франц Бьом, Альфред Мюллер-Армак і Александр Рюстов ), сталося завдяки реалізації іншої політики, ніж тієї, яку відстоював Людвіг фон Мізес. Хоча двоє чоловіків поділяли деякі переконання в певних сферах, Рьопке з однодумцями натомість сформував школу ордолібералізму та виступав за вільну торгівлю, але з більшим впливом центрального банку та держави, ніж це пропонуться економістами Австрійської школи.  На відміну від багатьох економістів основної течії Австрійської школи, Рьопке та ордолібералісти визнали, що ринкова економіка може бути більш руйнівною та негуманною без певної ролі державного втручання. 
Слідом за Олександром Рюстовим Рьопке дійшов висновку, що хвалена ефективність й достаток вільних ринків можуть призвести до соціальних і духовних втрат. Як наслідок, він передбачав позитивну та більш широку роль держави як законодавця, примусу до конкуренції та постачальника базового соціального забезпечення. 
Під час Великої депресії Рьопке в «Кризах і циклах» (англ. Crises and Cycles) стверджував, що з вторинною дефляцією потрібно боротися за допомогою фіскальної рефляції. Було стверджено, що вторинна дефляція, по суті, є тим самим явищем, яке американський економіст тайванського походження Річард Ку (англ. Richard Koo) в наступні роки позначав як рецесію балансу.  Однак, незважаючи на це, Рьопке залишався політичним децентралістом й відкидав кейнсіанську економіку, висміюючи її як «типово інтелектуальну конструкцію, яка забуває соціальну реальність за інтегральним обчисленням».   
Для Рьопке права та моральні звички (Sitte) були ключовими елементами, які Центральний банк і держава (на противагу ринковій економіці ) мали непомітно допомогти організувати. З «конформною» соціальною, економічною та фінансовою політикою, завданням якої є захист слабких «поза ринком», вирівнювання інтересів, встановлення правил гри та обмеження ринкової влади, Рьопке прагнув до економічного порядку «економічний гуманізм », те, що він також називав «третім шляхом».
Рьопке виступав за суспільство та соціальну політику, в яких правам людини надається найвище значення. Він вважав, що індивідуалізм повинен бути врівноважений продуманим принципом соціальності і гуманності. Важливо, що економічна думка Рьопке щільно узгоджується з католицьким соціальним вченням. З роками, Рьопке все більше цінував загальні переваги суспільства, яке приймає духовність, особливо на відміну від суспільств, де духовність маргіналізована або демонізована. 
Рьопке також відомий своїми проапартеїдними поглядами щодо Південної Африки. У 1964 році він опублікував роботу "Південна Африка: Спроба позитивної оцінки" (англ. South Africa: An Attempt at a Positive Appraisal), в якій стверджував, що апартеїд був виправданим, оскільки «південноафриканський негр» належав не лише до «зовсім іншої раси», а й до «зовсім іншого типу та рівня цивілізації». Займаючи позицію, яка виступає проти багатьох західних урядів, Рьопке також підтримав односторонню декларацію 1965 року про незалежність Родезії, расово відокремленої південноафриканської території, від Британської імперії.

## Вплив
Зокрема, з 1930 по 1931 рік Рьопке працював в урядовій комісії з вивчення безробіття, а з 1947 по 1948 рік він працював у раді валютної реформи Німеччини після Другої світової війни.  Крім того, Рьопке особисто консультував канцлера Західної Німеччини (після Другої світової війни) Конрада Аденауера та його міністра економіки Людвіга Ерхарда до кінця 1950-х років, і тому йому приписують внесок у інтелектуальний кістяк нині відомого "німецького економічного дива". 
Окупувавши Західну Німеччину після закінчення Другої світової війни, західні союзники (США, Великобританія та Франція) продовжували впроваджувати економічну політику нормування, а також контролю над заробітною платою та цінами в поєднанні з продовженням надмірного друкування паперових грошей. Як наслідок, виробництво впало, а відомі бізнесмени знову не захотіли приймати (відносно) нікчемну валюту, що спричинило масовий дефіцит і поширення бартерної економіки сірого ринку. Робота "Розв’язання німецької проблеми" Рьопке (англ. The Solution to the German Problem) 1947 року висвітлює негативні наслідки продовження західними союзниками економічної політики Гітлера. Натомість Репке запропонував скасувати контроль над цінами та замінити рейхсмарку здоровою, більш надійною валютою.
Відповідно, контроль над цінами та заробітною платою був поступово скасований, а 21 червня 1948 року була введена нова німецька марка. Ці довгострокові політичні ініціативи, однак, викликали деякі громадянські заворушення одразу після їх впровадження через подальше зростання безробіття. Незважаючи на ці хвилювання та стоїчно підтриманий освіченими газетними публікаціями Рьопке, міністр економіки Людвіг Ерхард наполягав на передбачливості, і це зрештою стало «великим особистим виправданням Рьопке»: Рьопке та його союзники «сформували у Західної Німеччини імунітет до комунізму». 
З 1961 по 1962 рік він був президентом Товариства Мон Пелерін. Але в результаті тривалої сварки з Фрідріхом Августом фон Гаєком пішов у відставку і припинив своє членство в ній. 

## Праці
- Кризи та цикли (1936)
- Міжнародна економічна дезінтеграція (1942)
- Civitas Humana (1944)
- Німецьке питання (1946)
- Соціальна криза нашого часу (1950)
- Міжнародний порядок та економічна інтеграція (1959)
- Гуманна економіка: соціальна основа вільного ринку (1960)
- Економіка вільного суспільства (1963)
- «Проти течії» (1969); посмертний зб
- Два есе Вільгельма Репке (1987)

## Дивіться також
- Внесок у ліберальну теорію
- Лібералізм
  - Лібералізм у Німеччині

## Подальше читання
- Бехер, Філіп / Беккер, Катрін / Рош, Кевін / Зеліг, Лаура (2021). Ордоліберальна біла демократія, елітаризм і демос: справа Вільгельма Рьопке . У демократичній теорії. 8 (2). С. 70-96.
- Слободян, Квін (2014). Світова економіка та кольорова лінія: Вільгельм Репке, апартеїд та Біла Атлантика. У Додатку інституту німецького історичного бюлетеня. 10. С. 61-87.
- 978-1-4129-6580-4

## Зовнішні посилання
- Політична економія Вільгельма Репке, Семюель Грегг
- Соціальна ринкова економіка – Бібліотека Конгресу США
- «Наскільки різними були Ропке та Мізес?» Іван Понграчич
- Біографія Рьопке – Шон Ритенур
- Wilhelm Röpke – Бібліотечні колекції (включаючи всю його кореспонденцію в оригіналі) Archived   – Бібліотека Інституту економічної політики Кельнського університету, Німеччина
- Wilhelm Röpke – Бібліотечні колекції (німецька сторінка) Archived   – Бібліотека Інституту економічної політики Кельнського університету, Німеччина
- «Wilhelm Röpke: A Centenary Appreciation» Richard M. Ebeling («The Freedom: Ideas on Liberty», жовтень 1999 р.)
- Newspaper clippings about Wilhelm Röpke
- Некролог, Людвіг фон Мізес